# Campylotropis stenocarpa
Campylotropis stenocarpa är en ärtväxtart som först beskrevs av Johann Friedrich Klotzsch, och fick sitt nu gällande namn av Anton Karl Schindler. Campylotropis stenocarpa ingår i släktet Campylotropis och familjen ärtväxter. Inga underarter finns listade i Catalogue of Life.